# Tasmaphena lamproides
Tasmaphena lamproides é uma espécie de gastrópode  da família Rhytididae.
É endémica da Austrália.
Os seus habitats naturais são: florestas temperadas.
Está ameaçada por perda de habitat.